# Mane (plaats)
Mane is een bestuurslaag in het regentschap Pidie van de provincie Atjeh, Indonesië. Mane telt 3547 inwoners (volkstelling 2010).